# Vase de Shahr-i Sokhta

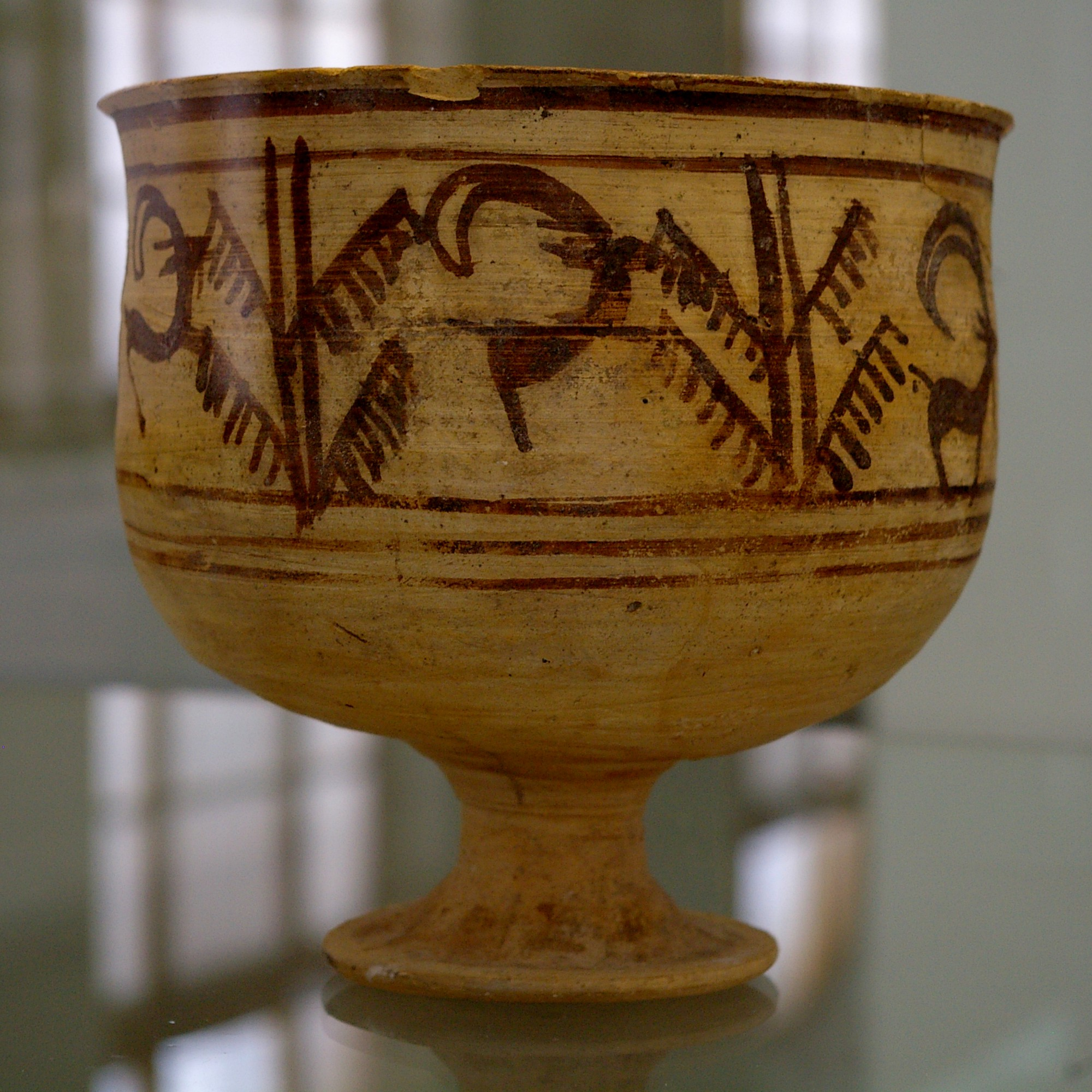
Vase en terre cuite (- 2500 ans av. J.-C.)

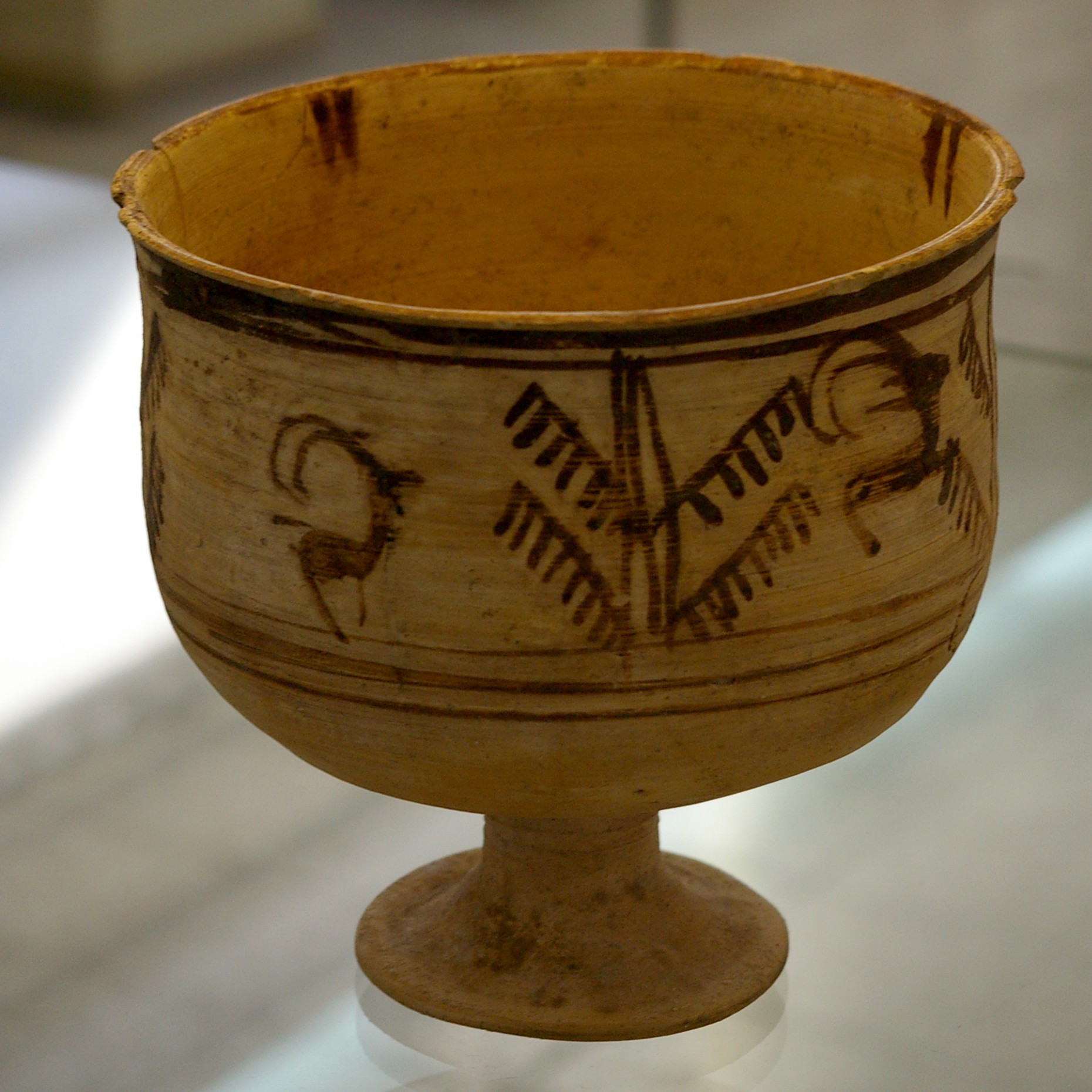

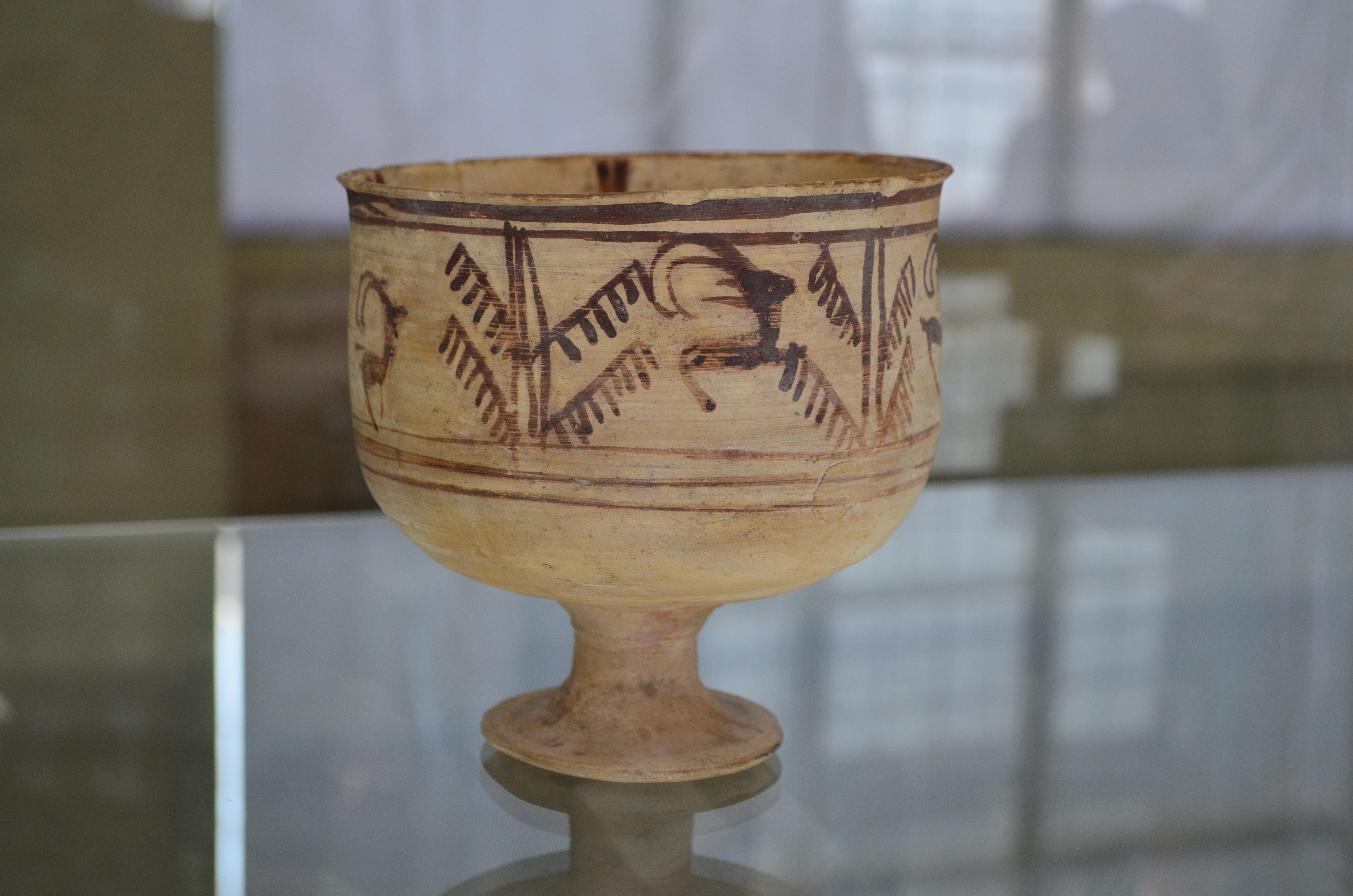

Animation de la coupe

Le vase de Shahr-i Sokhta  ou coupe animée au bouquetin est une pièce maîtresse du musée national de Téhéran. Cette coupe en terre cuite de la fin du troisième millénaire av. J.-C. présente un décor au bouquetin découpé en cinq séquences, qui représentent les phases du saut d’une chèvre attrapant le feuillage d’un arbuste. 
Cette poterie a été trouvée à la suite de fouilles entreprises dans les années 1960-1970 sur le site archéologique de Chahr-e Sokhteh, une cité incendiée à l’âge du bronze (il y a 4 500 ans), situé en Iran, à la frontière du Pakistan, dans la province du Sistan-o-Balouchestan. Elle mesure 10 cm de haut et son diamètre en partie haute est de 8 cm.
Si l'on fait tourner la coupe autour de son axe central, il est possible de voir les différentes images comme les images successives d'une animation : l'animal bondit vers un arbre pour en attraper une feuille haute.